# Добрила Илић
Добрила Илић (Аранђеловац, 6. јануар 1946) српска је позоришна, телевизијска, филмска и гласовна глумица.

## Биографија
Добрила Илић је рођена 6. јануара 1946. године Завршила је Аранђеловачку гимназију и дипломирала глуму на Факултету драмских уметности у Београду (тада Академија за позориште, филм, радио и телевизију). Игра у позоришту Пуж, позоришту Славија и Београдском драмском позоришту, као и у радио драмама радија Београд.
Највише улога остварила је у Београдском драмском позоришту, као и у Дечјем, забавном и драмском програму Радио Београда. Живела је у Норвешкој и глумила у њиховом театру, а почетком 70-тих се вратила у Београд. Глас Добриле Илић памтимо не само захваљујући бројним радио драмама и емисијама које је водила, већ и по синхронизацијама јунака цртаних филмова за студије Призор, Лаудворкс, Соло, Ливада Београд и Моби као и за Хепи ТВ.

## Филмографија
| Год.          | Назив                                   | Улога                    |
| ------------- | --------------------------------------- | ------------------------ |
| 1960-те       |                                         |                          |
| 1968.         | Има љубави, нема љубави                 |                          |
| 1968.         | Балада о кондуктерки                    |                          |
| 1970-те       |                                         |                          |
| 1973.         | Камионџије                              |                          |
| 1973.         | Позориште у кући                        | гошћа на матури          |
| 1974.         | Ујеж                                    | Милеса Арсић             |
| 1975.         | Наивко                                  |                          |
| 1977.         | Шта се догодило са Филипом Прерадовићем | Сека, конобарица         |
| 1980-те       |                                         |                          |
| 1981.         | Свињски отац                            | келнерица                |
| 1986.         | Тајна Лазе Лазаревића                   | Секретарица              |
| 1988.         | Балкан експрес 2                        | проститутка              |
| 1989.         | Стремницка                              | Госпођа Мортенсгор       |
| 1989.         | Балкан експрес 2 (ТВ серија)            | проститутка              |
| 1989.         | Недељом од девет до пет                 | Невенова жена            |
| 1990-те       |                                         |                          |
| 1991.         | Бољи живот                              | Биберовићева секретарица |
| 1994.         | Полицајац са Петловог брда              |                          |
| 2000-те       |                                         |                          |
| 1999 - 2001.  | Породично благо                         | Живка                    |
| 2004.         | Смешне и друге приче                    |                          |
| 2007.         | Агенција за СИС                         | Госпава                  |
| 2007.         | Бела лађа                               | Грујичина тетка          |
| 2007 - 2008.  | Кафаница близу СИС-а                    | Госпава                  |
| 2010-те       |                                         |                          |
| 2011.         | Октобар                                 |                          |
| 2017.         | Мамурлуци (ТВ серија)                   |                          |
| 2019-2022.    | Јунаци нашег доба                       | Врућкова ташта           |
| 2020.-те      |                                         |                          |
| 2021.         | Бићемо богати                           | Рајна                    |
| 2022.         | Игра судбине                            | Мати Јефимија            |
| 2022.         | Од јутра до сутра                       | Смиља                    |
| 2023 - у току | Закопане тајне                          | Јела Благић              |